# Windows Phone 8
Windows Phone 8 — второе поколение операционной системы Windows Phone от Microsoft. Официальный запуск состоялся 29 октября 2012 года. Система, так же, как и её предшественница, использует интерфейс Modern UI. Первым смартфоном на Windows Phone 8 стал Samsung ATIV S.
В Windows Phone 8 используется новая архитектура Windows NT, которая используется в настольных операционных системах Microsoft. Из-за смены ядра, устройства под управлением Windows Phone 7.x, построенной на ядре Windows CE, не могут обновиться до Windows Phone 8. Новые приложения, созданные для Windows Phone 8, не могут запускаться на Windows Phone 7.x, тогда как приложения, написанные для Windows Phone 7.x, работают на Windows Phone 8, будучи автоматически перекомпилированными «в облаке».
Nokia подписала партнерское соглашение с Microsoft 11 февраля 2011, сделавшее Windows Phone основной операционной системой для всех телефонов Nokia. Также телефоны на Windows Phone 8 выпускали Alcatel, HTC, Samsung, Huawei, Highscreen.
1 июля 2019 года Microsoft закрыла возможность разработчикам публиковать и обновлять игры и приложения для Windows Phone 8, поскольку магазин Windows Phone для Windows Phone 8 был недоступен в начале 2020 года, а 16 декабря 2019 года — для Windows Phone 8.1 и 12 ноября 2023 года для Windows 10 Mobile. Microsoft настоятельно рекомендует всем пользователям перейти на Android или iOS

## Технические характеристики
| Минимальные технические характеристики |
| --- |
| Процессор ARM с двумя и более ядрами. |
| Минимум 512MB RAM для WVGA; минимум 1GB RAM для 720p / WXGA |
| Минимум 4GB SSD |
| GPS и A-GPS; поддержка GLONASS при запросе поставщика OEM |
| Поддержка micro-USB 2.0 |
| 3.5mm стерео джек с поддержкой 3 кнопок на гарнитуре |
| Камера заднего вида с автофокусом, Светодиодной или ксеноновой вспышкой, опциональная передняя камера (обе должны быть VGA или лучше) и дополнительная кнопка камеры |
| Акселерометр, датчик близости и освещения, также вибромотор (магнитометр и гироскоп опциональные)                                                                    |
| 802.11b/g и Bluetooth (802.11n опциональный) |
| Поддержка графики Direct3D используя GPU |
| Мультитач, поддерживающий минимум 4 точки касания |

## Отзывы
В большинстве Windows Phone 8 получил положительные отзывы. В частности, пользователи похвалили улучшение в работе системы и доработку функций, но подвергли критике за малое количество приложений в Windows Phone Store. The Verge дал ОС 7.9/10 баллов, заявив, что «Редмонд представляет одну из самых совершенных экосистем для бизнеса прямо сейчас», но подверг критике отсутствие единого центра уведомлений. Александра Чанг из Wired поставила 8/10 баллов, отметив функции, которых не хватало в Windows Phone 7, - такие как многозадачность, быстрый браузер, смена Карты Bing на Here, однако также отметила отсутствие большого количества приложений в магазине.

## Носители Windows Phone 8
В список также включены смартфоны, получившие данное обновление.
| Модель           | Год выпуска |
| ---------------- | ----------- |
| Nokia Lumia 520  | 2013        |
| Nokia Lumia 525  | 2013        |
| Nokia Lumia 620  | 2013        |
| Nokia Lumia 625  | 2013        |
| Nokia Lumia 720  | 2013        |
| Nokia Lumia 810  | 2012        |
| Nokia Lumia 822  | 2013        |
| Nokia Lumia 920  | 2012        |
| Nokia Lumia 925  | 2013        |
| Nokia Lumia 928  | 2013        |
| Nokia Lumia 1020 | 2013        |
| Nokia Lumia 1320 | 2014        |
| Nokia Lumia 1520 | 2013        |
| Nokia Lumia Icon | 2013        |
| HTC 8X           | 2012        |
| HTC 8S           | 2012        |